# 12012 Kitahiroshima
12012 Kitahiroshima eller 1996 VH8 är en asteroid i huvudbältet som upptäcktes den 7 november 1996 av de båda japanska astronomerna Kazuro Watanabe och Kin Endate vid Kitami-observatoriet. Den är uppkallad efter den japanska staden Kitahiroshima.
Asteroiden har en diameter på ungefär 3 kilometer.